# Matthew Spriggs
Matthew Spriggs (ur. 1954) – profesor archeologii na Australijskim Uniwersytecie Narodowym. Zajmuje się m.in. dziejami archeologii, teorią archeologiczną, relacją między archeologią a językoznawstwem oraz historią języka kornijskiego. Jego badania naukowe koncentrują się wokół archeologii wysp Azji Południowo-Wschodniej i wysp Pacyfiku.
Prowadził badania archeologiczne w Indonezji, Timorze Wschodnim, na Nowej Gwinei, w archipelagu Bismarcka, na Wyspach Salomona, w Nowej Kaledonii i na Hawajach
Kształcił się na Australijskim Uniwersytecie Narodowym, gdzie w 1981 uzyskał doktorat. W 1997 objął stanowisko profesora archeologii.